# Au clair de la lune

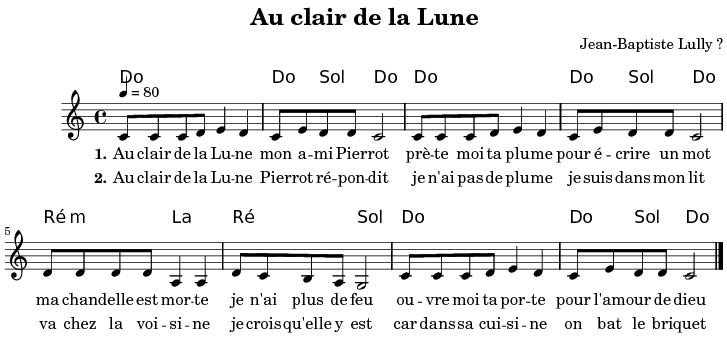
Akkoorden, melodie en tekst van de bekendste versie van Au clair de la lune

Au clair de la lune (vertaling: In het licht van de maan) is een Frans volkslied uit de 18e eeuw. De eigenlijke schrijver ervan is onbekend, hoewel volgens enkele bronnen Jean-Baptiste Lully de melodie zou hebben gecomponeerd. De tekst van het lied werd voor het eerst vrijgegeven in 1846 door Théophile Marion Dumersan.
De melodie is eenvoudig qua akkoorden. Deze melodie wordt dan ook vaak gebruikt als hulpmiddel bij het leren bespelen van bepaalde instrumenten, zoals het glockenspiel.

## Analyse en betekenis
Hoewel het lied meestal wordt beschouwd als vooral een slaapliedje voor kinderen, bevat de tekst ambiguïteit. Dit wordt met name duidelijk aan het einde van het lied, waarin wordt gesproken over "de deur die zich achter hen sluit". De deur vertegenwoordigt de toegangspoort tot het rijk der liefde; eerder in de tekst wordt gesproken over de Dieu d'Amour (god der liefde) die zich achter de deur bevindt.
In de bekendste versie wordt verwezen naar enkele personages uit de commedia dell'arte (Pierrot en Harlekijn). In deze zelfde tekst komt tevens het woord plume voor (Prête-moi ta plume, "Leen me je pen"). Er wordt vermoed dat hier oorspronkelijk niet plume maar lume zou hebben gestaan, een afkorting van lumière (licht). De eigenlijke tekst zou dus "Leen me je lichtje" hebben geluid.

## Bewerkingen
Het lied en stukken eruit zijn vele malen aangehaald en bewerkt. Ook de tekst verschilt per versie.

## Oudste geluidsopname
Enkele regels uit het lied worden gezongen in de oudst bekende geluidsopname die er bestaat. Het betreft hier een opname uit 1860, gemaakt met een fonautograaf, vermoedelijk door Édouard-Léon Scott de Martinville, de uitvinder van de fonautograaf.